# Hemkewerf
Hemkewerf is een terpbuurtschap in de gemeente Schagen.
Hemkewerf is een van de terpen die nog zichtbaar zijn in de omgeving van de stad Schagen. Het is al een oude terp die verhoogd is ten tijde dat het gebied nog gekedmerkt werd door regelmatige overstromingen. De terp is gelegen tussen Lagedijk en Burghorn. Het gebied aan de verbindingsweg wordt ook tot de buurtschap gerekend. Ten zuiden van de buurtschap is de terpbuurtschap De Hale gelegen.
Burgerbrug · Burgervlotbrug · Callantsoog · Dirkshorn · Eenigenburg · Groenveld · Groote Keeten · Krabbendam · Oudesluis · Petten · 't Rijpje · Schagen · Schagerbrug · Schoorldam (deels) · Sint Maarten · Sint Maartensbrug · Sint Maartensvlotbrug · Stroet · Tjallewal · Tolke (deels) · Tuitjenhorn · Valkkoog · Waarland · Warmenhuizen · 't Zand

Buurtschappen: Abbestede · Avendorp · Bliekenbos · 't Buurtje · De Banne · Burghorn · Cornelissenwerf · Dijkstaal · Grootven · Grotewal · Het Korfwater · De Hale · Hemkewerf · Huiskebuurt · Kalverdijk · Keinse · Keinsmerbrug · Kerkbuurt · Lagedijk · Leihoek · Mennonietenbuurt · Nes · Schagerwaard · Sint Maartenszee · Slootgaard · De Stolpen · Stolpervlotbrug · Vennik (deels) · 't Wad · De Weel (deels) · Woudmeer · Zijbelhuizen · Zijpersluis